# Chimhucum
Chimhucum es una localidad del municipio de Mitontic ubicado en la región de Los Altos del estado mexicano de Chiapas.

## Geografía
La localidad se ubica a 1.9 kilómetros (en dirección noroeste) de la localidad de Mitontic, la cabecera del municipio. Se sitúa en las coordenadas geográficas 16°53′31″N 92°31′52″O / 16.891944, -92.531111, a una elevación de 1,782 metros sobre el nivel del mar.

## Demografía
Según el Conteo de Población y Vivienda 2020, efectuado por el Instituto Nacional de Estadística y Geografía, la localidad de Chimhucum tiene 1,392 habitantes, de los cuales 652 son del sexo masculino y 740 del sexo femenino. Su tasa de fecundidad es de 2.81 hijos por mujer y tiene 253 viviendas particulares habitadas.
| Gráfica de evolución demográfica de Chimhucum entre 1910 y 2020 |
|                                                                 |
| INEGI.                                                          |